# بومرنگ (هواپیما)
Boomerang (به انگلیسی: CAC_Boomerang) یک هواگرد از نوع هواپیمای جنگنده ساخت شرکت Commonwealth Aircraft Corporation است. هواگرد Boomerang نخستین پروازش را در ۲۹ مه ۱۹۴۲ میلادی انجام داد. این هواگرد در سال ۱۹۴۳ میلادی رسماً معرفی گردید و در سال‌های ۱۹۴۲–۱۹۴۵ تولید شده‌است. در مجموع، تعداد ۲۵۰ فروند از این هواگرد ساخته شده‌است.
طراح این هواگرد، Fred David بود.